# Heterorhabdus norvegicus
Heterorhabdus norvegicus är en kräftdjursart som först beskrevs av Boeck 1872.  Heterorhabdus norvegicus ingår i släktet Heterorhabdus och familjen Heterorhabdidae. Arten är reproducerande i Sverige. Inga underarter finns listade i Catalogue of Life.